# Coniopteryx (Coniopteryx) latipalpis
Coniopteryx (Coniopteryx) latipalpis is een insect uit de familie van de dwerggaasvliegen (Coniopterygidae), die tot de orde netvleugeligen (Neuroptera) behoort. 
Coniopteryx (Coniopteryx) latipalpis is voor het eerst wetenschappelijk beschreven door Meinander in 1972.